# Liste der Baudenkmale in Paparoa
Die Liste der Baudenkmale in Paparoa umfasst alle vom New Zealand Historic Places Trust (NZHPT) als „Historic Place“ oder „Historic Area“ eingestuften Baudenkmale und Flächendenkmale der neuseeländischen Ortschaft Paparoa. Die Angaben stammen aus dem Register des NZHPT. Die Bezeichnungen der Baudenkmale orientieren sich an diesem Register. In die Liste werden auch bekannte Wahi Tapu (Area), kulturell und religiös bedeutsame Stätten und Gebiete der Māori, aufgenommen. Sie werden jedoch meist nicht publiziert.

| Bild           | Bezeichnung      | Ort     | Anschrift                                                   | Beschreibung                                            | Bauzeit   | Eintrag           | Nummer | Kat. |
| -------------- | ---------------- | ------- | ----------------------------------------------------------- | ------------------------------------------------------- | --------- | ----------------- | ------ | ---- |
| weitere Bilder | National Bank    | Paparoa | Ecke State Highway 12 und Franklin Road Karte               | ehemals Bankfiliale der National Bank, heute Restaurant | 1913–1914 | 28. Juni 1990     | 3288   | 1    |
| BW             | Cottage          | Paparoa | State Highway 12 (1 km östlich von Paparoa) Karte (ungenau) | Wohnhaus                                                | 1885      | 6. September 1984 | 3906   | 2    |
| BW             | Cliff House      | Paparoa | 3 Franklin Road Karte                                       | Wohnhaus                                                | 1880      | 6. September 1984 | 3909   | 2    |
| BW             | Methodist Church | Paparoa | Hook Road Karte                                             | Kirche, methodistische                                  | 1878      | 6. September 1984 | 3910   | 2    |
| BW             | Old Store        | Paparoa | Paparoa Station Road Karte                                  | Laden                                                   | 1900      | 6. September 1984 | 3950   | 2    |